# Kálmán Mikszáth
Kálmán Mikszáth de Kiscsoltó (n. 16 ianuarie 1847, Sklabiná - d. 28 mai 1910, Józsefváros, Budapesta) a fost un scriitor, publicist și editor maghiar, membru al Parlamentului Ungariei, membru corespondent al Academiei Maghiare de Științe.

## Activitatea literară
Mikszáth a scris romane de observație socială cu accente umoristice și satirice și nuvele de investigare a realităților rurale străbătute de un optimism robust, popular, remarcabile prin expresivitatea tipologiei țărănești.
A fost redactor la revista Néplap.
Lucrarea Jókai Mór élete és kora [Viața și epoca lui Mauriciu Jókai], publicată în 1907 în două volume, prezintă „viu și plastic” viața și ideile literar-politice ale scriitorului maghiar Mór Jókai.

## Opere principale
- 1871 – A batyus zsidó lánya MEK
- 1871 – Ami a lelket megmérgezi MEK
- 1872 – A lutri MEK
- 1873 – Nibelungok harca MEK
- 1874 – Elbeszélések
- 1874 – Pecsovics világ MEK
- 1877 – A vármegye rókája MEK
- 1878 – Még újabb fény- és árnyképek
- 1879 – Falunk véneinek édes visszaemlékezése
- 1881 – Tót atyafiak ("Slovaci") MEK
- 1882 – A jó palócok ("Bunii paloci") MEK
- 1883 – Nemzetes uraimék MEK
- 1884 – Az apró dzsentri és a nép
- 1884 – Nemzetes uraimék MEK
- 1885 – A két koldusdiák MEK
- 1885 – A lohinai fű MEK
- 1886 – A tisztelt ház
- 1889 – A beszélő köntös MEK
- 1892-1893 – Kísértet Lublón MEK
- 1893 – Az eladó birtok MEK
- 1894 – Beszterce ostroma MEK
- 1895 – Umbrela sfântului Petru (Szent Péter esernyője),[12] MEK (tradusă în colecția Biblioteca pentru toți în 1968, nr. 422)
- 1897 – Prakovszky, a süket kovács
- 1897 – Gavallérok MEK
- 1898 – Új Zrínyiász [Noua Zriniada] MEK
- 1900 – Căsătorie ciudată (Különös házasság), MEK (tradusă în românește în 1961 la Editura pentru literatură)
- 1901 – Săliștencele (A szelistyei asszonyok), MEK; în limba germană: Szelistye : das Dorf ohne Männer (Camilla Goldner, Leipzig, 1903); Ein Dorf ohne Männer (traducere și dramatizare de Ödön von Horváth, Viena, 1937).[13]
- 1902 – A sipsirica MEK
- 1903 – Akli Miklós MEK
- 1906 – A vén gazember MEK
- 1906-1907 – A Noszty fiú esete Tóth Marival MEK
- 1907 - Jókai Mór élete és kora [Viața și epoca lui Mauriciu Jókai], 2 vol.; Révai, Budapesta, 1907
- 1908-1910 – Orașul Negru (A fekete város), MEK
- – A néhai bárány
- – Galamb a kalitkában  MEK

## Ecranizări
- 1951 Căsătorie ciudată (Különös házasság), regia Márton Keleti
- 1958 Umbrela Sfântului Petru (Szent Péter esernyője), regia Frigyes Bán, Vladislav Pavlovic

## Galerie de imagini

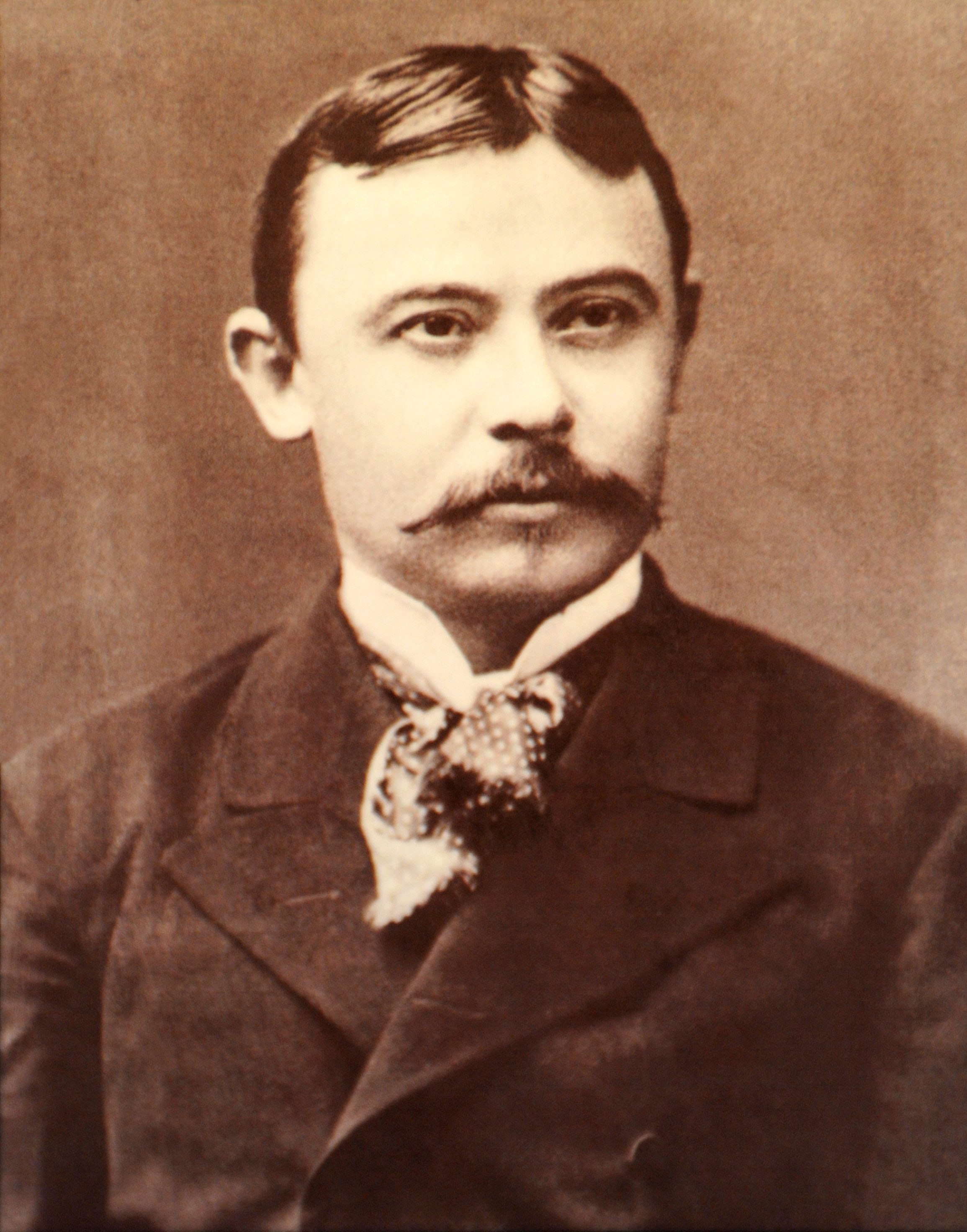
Mikszáth în tinereţe (aprox. 1880)
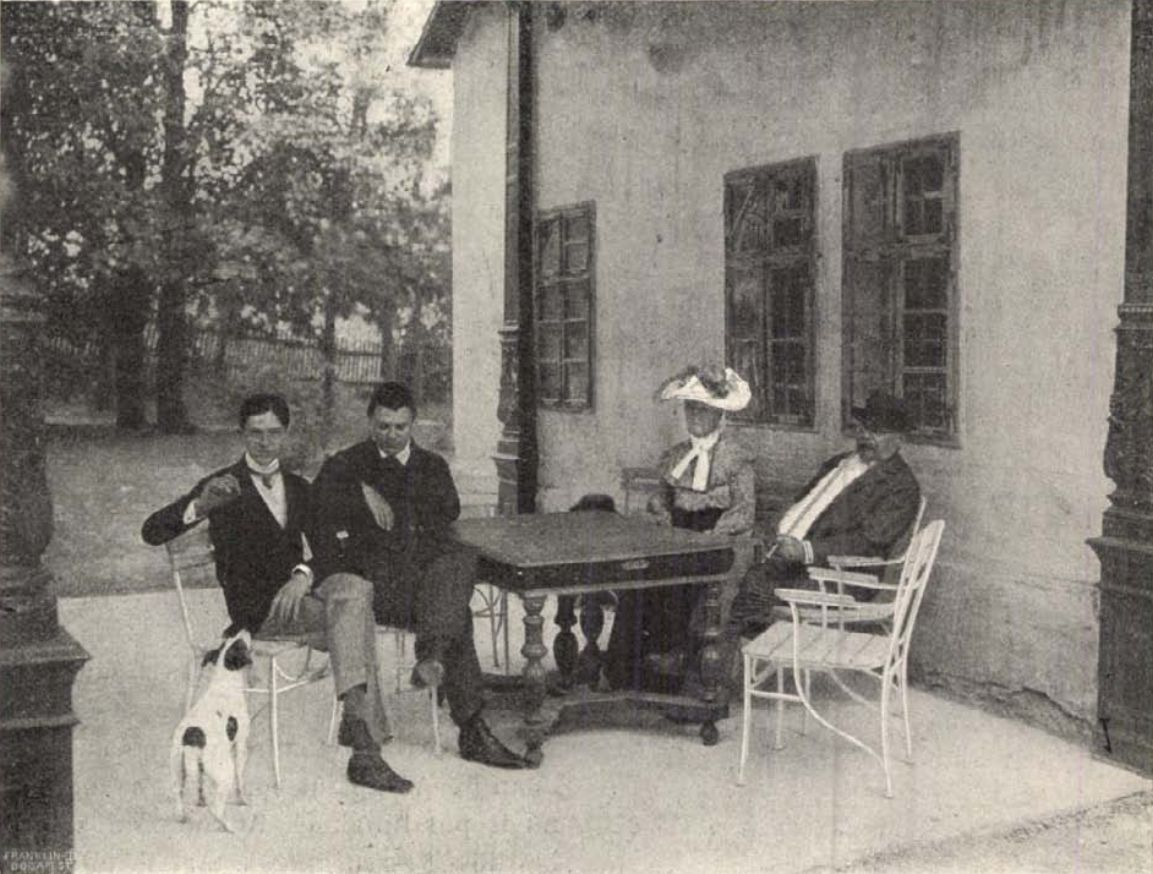
La casa din Horpács (1905)
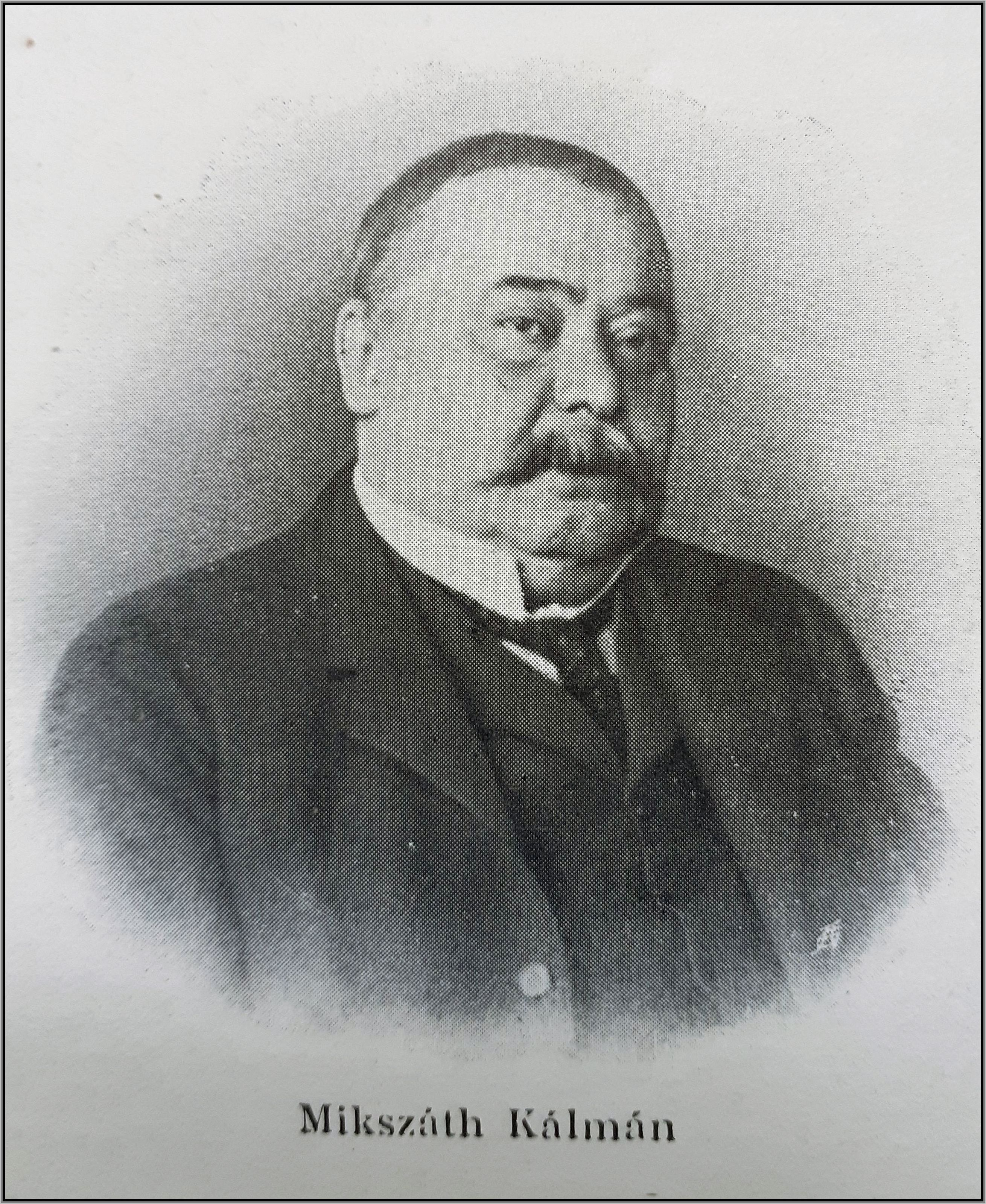
Fotografie din 1913
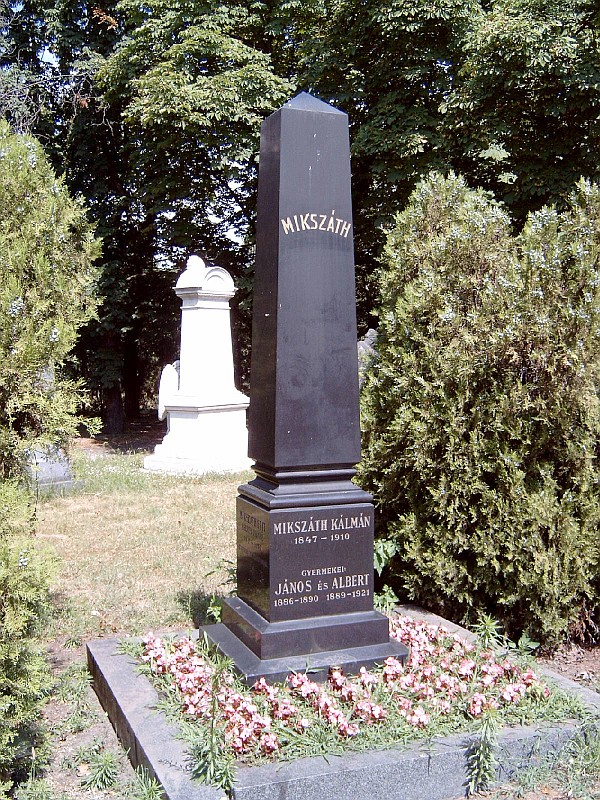
Mormântul lui Mikszáth
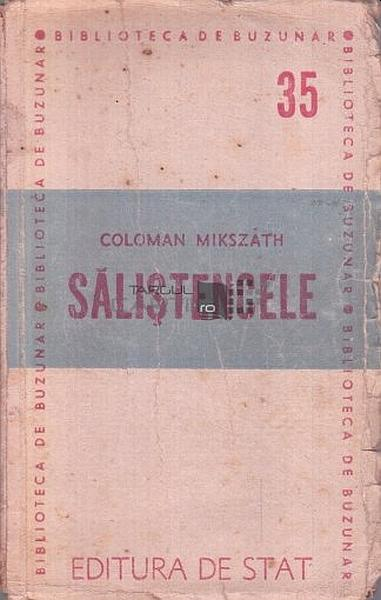
Coperta romanului „Săliștencele”, tradus de Avram P. Todor.
Afişul filmului „Căsătorie ciudată” (1951)